# دير تاجسشبيجل
دير تاجسشبيجل (بالألمانية: Der Tagesspiegel) هي صحيفة يومية ألمانية تصدر في برلين، ولها مكاتب مراسلين إقليمية في بوتسدام وواشنطن العاصمة. أسسها إريك ريجر ووالتر كارل وإدوين ريدسلوب عام 1945.